# عضو فشاری (سازه)

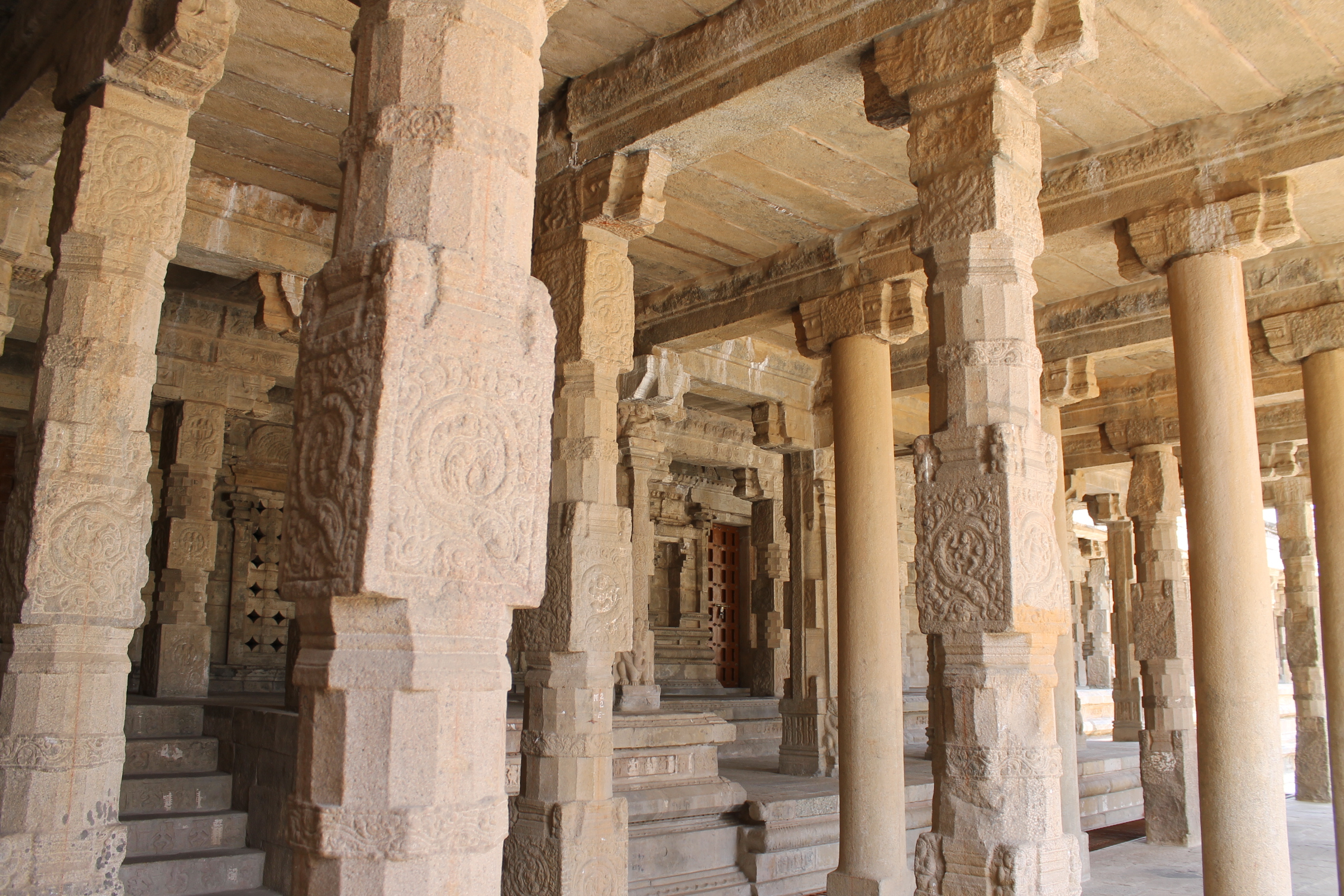
ستون‌ها در معبد ایرواتسوارا، هند

اعضای فشاری عناصر سازه‌ای هستند که فشرده می‌شوند تا باری را حمل کنند، از نظر فنی آنها فقط تحت بارهای فشاری محوری هستند. به این معنی که بارهای وارده در امتداد محور طولی عضو و در مرکز سطح مقطع عضو اعمال می‌شود و بار روی سطح مقطع باعث ایجاد تنش فشاری بر روی عضو می‌شود.
در ساختمان‌ها، پایه‌ها و ستون‌ها تقریباً همیشه اعضای فشاری هستند، وهمینطور اعضای بالا در خرپاها.

## شرح
برای یک عضو فشاری، مانند یک ستون، تنش اصلی عمدتاً از نیروهای محوری ناشی می‌شود، یعنی نیروهایی که در امتداد یک خط قرار می‌گیرند، معمولاً خط مرکزی که در امتداد محور طولی عضو و در مرکز سطح مقطع عضو است. ظرفیت باربری یک ستون کوتاه با مقاومت حدی مصالح تعیین می‌شود. مقاومت یک ستون با اندازه متوسط، با درجه غیر کشسانی بودن آن محدود می‌شود. ظرفیت باربری یک ستون بلند توسط حد الاستیک محدود می‌شود (که این مقدار در رابطه با کمانش ستون است).